# Jacob Langebek

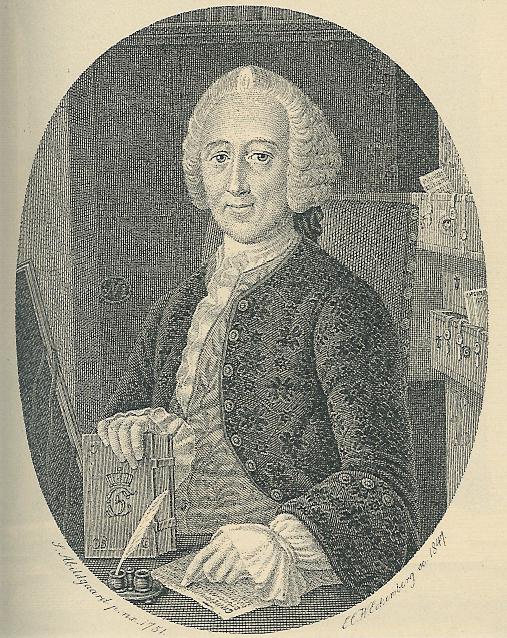
Jacob Langebek

Jacob Langebek (ur. 23 stycznia 1710, zm. 16 sierpnia 1775) – duński historyk, członek Królewskiej Szwedzkiej Akademii Nauk.
W latach sześćdziesiątych XVIII w. Langebek wydał zbiór średniowiecznych źródeł z historii Danii pod tytułem Scriptores rerum danicarum medii aevi.